# Michael Gleich (Autor)

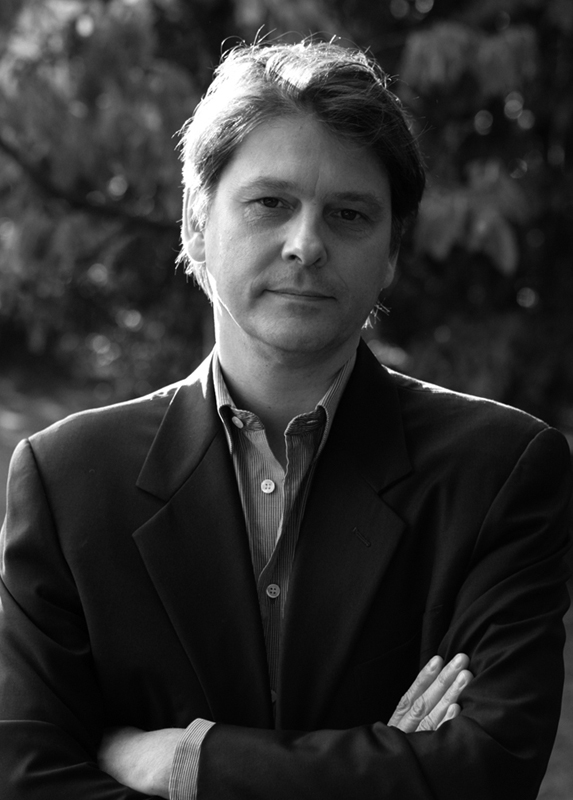
Michael Gleich

Michael Gleich (* 13. Januar 1960 in Lübeck) ist ein deutscher Journalist und Buchautor und lebt in Berlin.
Im Frühjahr 2011 erschien im Picus Verlag Wien sein Buch „Drache auf tönernen Füßen. Die Entdeckung der Individuen in China“. Für seine Reportage „Rodeo in Rancagua. Chile im Jahr der Entscheidung“ wurde er 1988 mit dem Egon-Erwin-Kisch-Preis ausgezeichnet. Gleich tritt auch als Autor von Fernsehreportagen und Fernsehdokumentationen in Erscheinung sowie als Verfasser deutschsprachiger Synchronfassungen ausländischer Spielfilme.

## Leben
Michael Gleich wuchs in Norddeutschland auf und studierte Politikwissenschaft und Germanistik an der Universität Hamburg. Als Doktorand forschte er in Südamerika zu den Themen Autoritarismus, Regimewechsel und Demokratisierung. Seine Dissertation analysiert die Spielräume der demokratischen Opposition in Chile unter der Diktatur des Generals Augusto Pinochet.
1991 hospitierte Gleich bei der Frankfurter Allgemeinen Zeitung. Als freiberuflicher Reporter spezialisierte er sich auf das journalistische Genre der erzählerischen Magazinreportage und schrieb für TransAtlantik, die Hamburger Morgenpost, die Hamburger Rundschau, das Frankfurter Allgemeine Magazin, Die Woche, die Wochenpost und Der Tagesspiegel. Außerdem drehte er Fernsehreportagen, Dokumentationen und Magazinbeiträge für Sat.1, 3sat und ARTE. Zwischen 1995 und 2000 war er Redakteur bei der zur Verlagsgruppe Georg von Holtzbrinck gehörenden Fernsehproduktionsfirma Spektrum TV und betreute dort die Reportage-Reihe „24 Stunden“, eine Auftragsproduktion von Sat.1.
Im Jahr 2000 wechselte er die Branche und wurde Produktionsleiter der Spielfilmsynchronisationen der Berliner Synchron. Seit 2004 arbeitet er wieder als freiberuflicher Autor für Printmedien und TV-Produktions-Firmen sowie als Lektor und Textredakteur. Daneben schreibt er deutschsprachige Dialogbücher für Filmsynchronisationen und wirkt an der Entwicklung dokumentarischer und fiktionaler Filmstoffe mit.

## Weblink
- Michael Gleich bei reporter-forum.de